# RGR fm
RGR fm of RGR Dance is een lokale radiozender in de provincies Vlaams-Brabant, Antwerpen en Oost- & West-Vlaanderen. Het werd op 1 mei 1991 opgericht door Marc Holemans. 'RGR' stond origineel voor 'Radio Groot Rotselaar' maar tegenwoordig staat het voor 'Real Generation Radio'. Vaste stemmen op RGR waren Marc Holemans, Peter Van Wijck, Erwin Vanransbeeck, Turbo Lucas, Koen De Ridder, Rene Crauwels en Chris Vanopstal.
In de beginjaren profileerde RGR zich als hitradio. Vanaf 1997 noemden ze zichzelf echter "boenkradio". In het najaar van 2001 gingen ze uiteindelijk de term "powerstation" gebruiken. Er wordt vooral r&b, dance, house gedraaid. RGR fm heeft ook een eigen hitlijst. De top 40 countdown wordt elke woensdag, zaterdag en zondag gedraaid, deze wordt samengesteld aan de hand van de meest gedraaide songs van de afgelopen week. Het radiostation organiseert ook regelmatige fuiven, deze worden meestal georganiseerd in 'De stadsfeestzaal van Aarschot' en 'C.C. De Roosenberg' in Oud-Heverlee.  
RGR fm kent een zeer woelige geschiedenis qua zendfrequenties. Sinds maart 2009 is RGR fm ook te beluisteren in Sint-Niklaas en sinds maart 2010, na de stopzetting van Crazy FM, ook in Knokke-Heist, Brugge, Eeklo, Gavere en Waregem. In oktober 2010 werd ook een frequentie in Geel in gebruik genomen en in december 2010 eentje in Turnhout. Naast RGR fm bestaat er sinds 2000 in Leuven ook RGR 2. In 2012 werd RGR 2 omgedoopt tot Oldies Radio RGR. Later werd Oldies Radio RGR omgedoopt tot RGR Classic Hits (60's, 70's & 80's) en is te beluisteren in Leuven via 104.9 FM. Vanaf 2017 deed RGR Classic Hits een nieuwe aanvraag voor een extra cluster voor de regio Aarschot-Zuiderkempen-Lier. Vaste stemmen op RGR Classic Hits zijn: Marc Holemans, Peter Van Wijck, Koen De Ridder, Didier Demeyere, Willem De Groot
Omstreeks mei 2020 werd ook RGR 2 nieuw leven ingeblazen, onder de slogan "Meer muziek, meer plezier" is er tussen 6 en 18 uur Vlaamse en Nederlandse muziek te horen, tussen 18 en 6 uur was er softpopmuziek. Vaste stemmen op RGR 2 waren: Marc Holemans, Peter Van Wijck, Didier Demeyere.
Beide zenders, alhoewel ze van muzieksmaak erg verschillen, kenmerken zich door bijna uitsluitend muziek te draaien en dj-speaks tot het uiterste te beperken. Zo was er op RGR fm elke vrijdag de Weekend Kick-Off-mix met Kristof Mertens en in het weekend het RGR Dance Department waarbij verschillende dj's aan bod komen zoals: DJ F.R.A.N.K., DJ Wout, Thierry Von Der Warth, Peter Luts, Bart Reeves, Martin Garrix, Oliver Heldens, Nicky Romero, Paul Oakenfold, Adam Beyer, Afrojack, Robin Schulz, Sean Finn, R3HAB & Bingo Players.
In 2012 werden 9 frequenties van RGR fm overgenomen door Story FM. Hierdoor is het station via FM alleen nog te beluisteren in Hulshout, Aarschot, Sint-Niklaas, Eeklo, Brugge, Oostkamp, Heist-op-den-Berg, Westerlo en Knokke. In 2017 heeft RGR FM geen nieuwe aanvraag ingediend voor een nieuwe FM frequentie, zo verloor RGR zijn laatste frequentie 106.5 in Hulshout.
In 2023 werd RGR 2 gelijkgeschakeld met RGR Dance.

## Frequenties
RGR FM (RGRDance):
- Leuven/Herent 106.7 FM
- Leuven/Oud-Heverlee 107.1 FM
- Tielt-Winge/Lubbeek 107.3 FM
- DAB+ Provincie Vlaams-Brabant
- Internet

RGR Classic Hits:
- Leuven 104.9 FM
- Aarschot 107.6 FM
- Lier 107.1 FM
- Zuiderkempen 106.8 FM
- DAB+ provincies Vlaams-Brabant/Antwerpen
- Internet